# 덤불 속
〈덤불 속〉(일본어: 藪の中)은 아쿠타가와 류노스케가 1922년에 발표한 단편소설이다. 잡지 신조 1월호에 처음 발표되었다. 작가의 다른 작품 〈라쇼몬〉과 합쳐 1950년 《라쇼몽》으로 영화화되었다.

## 줄거리
이야기는 검비위사가 얻은 살인 사건 관계자들의 증언으로 이루어져 있다. 산 속 덤불 안에서 한 남성의 칼에 베인 시체가 발견된다. 도적 다조마루가 용의자로 붙잡혀 왔다.
붙잡힌 도적 다조마루는 자백한다. 그는 남자는 죽였지만, 여자는 죽이지 않았다고 말한다. 처음에 부부를 마주치고 여자에게 욕정을 품어 남자를 죽이자고 생각했다. 남자를 꼬드겨 덤불 속으로 유인한 뒤 덮쳐 포박하였고, 여자를 끌고 왔는데 여자가 묶인 남자를 보더니 단도로 자신을 죽이려 하였다. 그러나 운좋게 그것을 피하자 여자는 두 사내에게 수치를 당하느니 둘이 싸워 어느 한 쪽은 죽어야 따르겠다고 한다. 이에 다조마루는 남자를 풀어주고 싸워서 죽였다. 그러나 어느 순간 여자는 사라져 버렸다.
도망쳐 기요미즈데라에 온 여자는 참회하며, 도적이 자신을 겁탈하자 남편에게 가까이 다가갔으나 남편은 자신을 경멸하듯 쳐다보았다고 말한다. 충격을 받고 기절했다가 일어나보니 도적은 없고 남편만이 묶여 있는데 여전히 자신을 멸시하였다. 여자는 봐서는 안 될 꼴을 보였으니 둘 다 죽을 수밖에 없다며 단도로 남편을 죽였다. 그 자신도 죽으려 하였으나 기력이 없어 그러지 못하였고 보살에게 술회한다.
무녀의 영매를 통해 남편은 도적이 아내를 겁탈한 뒤에 사탕발림으로 회유했는데, 아내가 그것을 받아들이는 것도 모자라 자신을 죽이라고 했다고 증언한다. 도적은 그를 듣자 남편에게 아내를 죽일지 살릴지 결정하라고 하였다. 그러나 그 사이에 아내는 도망가 버렸고 도적은 남편을 풀어주고 덤불 밖으로 사라졌다. 포박을 푼 남편은 단도로 가슴을 베어 자결한다. 죽기 직전에 누군가가 다가와 단도를 뽑는 것을 느꼈다.

## 등장인물
- 다조마루(多襄丸)

악명 높은 도적. 여자를 좋아한다고 한다.
- 다케히로(武弘)

사무라이. 가나자와 출신의 와카사국 소속. 덤불 속에서 칼에 찔린 시체로 발견된다.
- 마사(真砂)

다케히로의 아내. 남편의 시신이 발견되고 본인은 행방불명되었다.

## 같이 보기
- 믿을 수 없는 화자